# Blacy
|  | Per a altres significats, vegeu «Blacy (Yonne)». |

Blacy és un municipi francès al departament del Marne (regió del Gran Est). L'any 2007 tenia 651 habitants.

## Demografia

### Població
El 2007 la població de fet de Blacy era de 651 persones. Hi havia 266 famílies, de les quals 62 eren unipersonals (23 homes vivint sols i 39 dones vivint soles), 90 parelles sense fills, 94 parelles amb fills i 20 famílies monoparentals amb fills.
La població ha evolucionat segons el següent gràfic:

### Habitatges
El 2007 hi havia 289 habitatges, 269 eren l'habitatge principal de la família, 7 eren segones residències i 14 estaven desocupats. 274 eren cases i 16 eren apartaments. Dels 269 habitatges principals, 222 estaven ocupats pels seus propietaris, 45 estaven llogats i ocupats pels llogaters i 2 estaven cedits a títol gratuït; 2 tenien dues cambres, 12 en tenien tres, 58 en tenien quatre i 197 en tenien cinc o més. 247 habitatges disposaven pel capbaix d'una plaça de pàrquing. A 113 habitatges hi havia un automòbil i a 141 n'hi havia dos o més.

### Piràmide de població
La piràmide de població per edats i sexe el 2009 era:
| Homes | Edats   | Dones |
| ----- | ------- | ----- |
| 0     | 95 o +  | 4     |
| 0     | 90 a 94 | 4     |
| 4     | 85 a 89 | 4     |
| 0     | 80 a 84 | 4     |
| 8     | 75 a 79 | 12    |
| 20    | 70 a 74 | 20    |
| 24    | 65 a 69 | 24    |
| 12    | 60 a 64 | 24    |
| 24    | 55 a 59 | 16    |
| 8     | 50 a 54 | 12    |
| 28    | 45 a 49 | 20    |
| 28    | 40 a 44 | 20    |
| 16    | 35 a 39 | 32    |
| 24    | 30 a 34 | 12    |
| 12    | 25 a 29 | 20    |
| 0     | 20 a 24 | 4     |
| 16    | 15 a 19 | 24    |
| 24    | 10 a 14 | 20    |
| 12    | 5 a 9   | 8     |
| 8     | 0 a 4   | 20    |

## Economia
El 2007 la població en edat de treballar era de 408 persones, 314 eren actives i 94 eren inactives. De les 314 persones actives 292 estaven ocupades (153 homes i 139 dones) i 23 estaven aturades (13 homes i 10 dones). De les 94 persones inactives 40 estaven jubilades, 25 estaven estudiant i 29 estaven classificades com a «altres inactius».

### Ingressos
El 2009 a Blacy hi havia 279 unitats fiscals que integraven 685,5 persones, la mediana anual d'ingressos fiscals per persona era de 18.760 €.

### Activitats econòmiques
Dels 31 establiments que hi havia el 2007, 1 era d'una empresa alimentària, 1 d'una empresa de fabricació d'elements pel transport, 3 d'empreses de fabricació d'altres productes industrials, 10 d'empreses de construcció, 5 d'empreses de comerç i reparació d'automòbils, 1 d'una empresa de transport, 3 d'empreses d'hostatgeria i restauració, 1 d'una empresa financera, 1 d'una empresa immobiliària i 5 d'empreses de serveis.
Dels 12 establiments de servei als particulars que hi havia el 2009, 1 era un taller de reparació d'automòbils i de material agrícola, 1 taller d'inspecció tècnica de vehicles, 1 paleta, 3 guixaires pintors, 2 fusteries, 2 lampisteries i 2 restaurants.
Dels 2 establiments comercials que hi havia el 2009, 1 era una botiga de menys de 120 m² i 1 una sabateria.
L'any 2000 a Blacy hi havia 7 explotacions agrícoles que ocupaven un total de 882 hectàrees.

## Equipaments sanitaris i escolars
El 2009 hi havia una escola elemental.

## Poblacions properes
El següent diagrama mostra les poblacions més properes.